# Atelopus pictiventris
Atelopus pictiventris is een kikker uit de familie padden (Bufonidae) en het geslacht klompvoetkikkers (Atelopus). De soort werd voor het eerst wetenschappelijk beschreven door Gustavo H. Kattan in 1986.
Atelopus pictiventris leeft in delen van Zuid-Amerika en komt endemisch voor in Colombia. De kikker is bekend van een hoogte van ongeveer 2600 meter boven zeeniveau. De soort komt in een relatief klein gebied voor en is hierdoor kwetsbaar. Door de internationale natuurbeschermingsorganisatie IUCN wordt de soort beschouwd als 'Kritiek'.
Atelopus pictiventris is slechts bekend van een paar exemplaren en is niet meer gezien sinds 1996. De soort kan kennelijk overleven in door de mens aangepaste delen van het bos, aangezien alle bekende exemplaren hier zijn aangetroffen.